# Eduard Säkk
Eduard Säkk (* 20. Januarjul. / 1. Februar 1875greg. in Narva; † 12. Oktober 1943 in der Oblast Nowosibirsk) war ein estnischer Ingenieur, Industrieller und Politiker.

## Frühe Jahre
Eduard Säkk wurde als Sohn von Karel (1840–1921) und Helene Säkk (geb. Treuberg, 1851–1930) im Nordosten des heutigen Estland geboren. Sein Vater war Webereimeister. Säkk besuchte zunächst das Gymnasium in seiner Heimatstadt Narva und studierte anschließend an der physikalisch-mathematischen Fakultät der Universität der russischen Hauptstadt Sankt Petersburg. 1901 schloss er sein Studium als Diplomingenieur ab.
Von 1901 bis 1905 war Säkk als Ingenieur in verschiedenen Textilfabriken in und um Moskau tätig. 1905/1906 war er Direktor einer Gasfabrik und eines Wasserversorgungsunternehmens in Tallinn und von 1906 bis 1918 Leiter von Textil- und Maschinenfabriken in Iwanowo-Wosnensensk nahe Moskau.

## Republik Estland
Nach seiner Rückkehr nach Estland war Eduard Säkk Mitglied der verfassungsgebenden Versammlung (Asutav Kogu) der 1918 ausgerufenen Republik Estland.
In zwei Regierungen bekleitete Säkk das Amt des Verkehrsministers der Republik Estland: Zunächst vom 27. November 1918 bis zum 8. Mai 1919 in der Provisorischen Regierung unter Ministerpräsident Konstantin Päts und anschließend vom 18. November 1919 bis zum 30. Juli 1920 im Kabinett von Regierungschef Jaan Tõnisson. Er gehörte der sozialdemokratisch orientierten Estnischen Arbeitspartei (Eesti Tööerakond – ETE) an.
1921 gründete Säkk ein eigenes technisches Büro in Tallinn, Ins. E. Säkk & Ko. Mit seinem Büro vertrat er zahlreiche internationale Maschinen- und Zuliefererfirmen für die estnische Industrie. Säkk war Mitglied des Rates der staatlichen Ölschiefergesellschaft, Verwalter der Waggonfabrik AS Dvigatel und Sachverständiger bei der estnischen Staatsbank (Eesti Pank). In den 1930er Jahren gehörte Säkk außerdem den Verwaltungsräten weiterer estnischer Unternehmen.

## Verhaftung und Tod
Nach der sowjetischen Besetzung Estlands wurde Eduard Säkk am 19. Oktober 1940 in Nõmme vom NKWD verhaftet. Er starb drei Jahre später in einem Gefangenenlager in der Oblast Nowosibirsk im Alter von 68 Jahren.